# Thiomersal
Thiomersal (INN), được biết đến tại Hoa Kỳ dưới tên gọi độc quyền thimerosal, là một hợp chất thủy ngân hữu cơ. Hợp chất này là một chất khử trùng và chống nấm đã có từ lâu. Công thức hóa học của nó là C9H9HgNaO2S. Hợp chất này tồn tại dưới dạng bột màu trắng đến vàng, dễ tan trong nước và có tính độc rất cao.
Tập đoàn dược phẩm Eli Lilly and Company đặt cho thiomersal tên thương mại là Merthiolate. Nó từng được sử dụng làm chất bảo quản trong điều chế các loại vắc xin, globulin miễn dịch, kháng nguyên thử nghiệm da, chất kháng nọc độc, các sản phẩm nhãn khoa và mũi, cũng như mực xăm. Việc sử dụng chất này làm chất bảo quản vắc xin hiện gây ra tranh cãi, và nó đang dần từng bước bị loại ra khỏi các vắc xin dành cho trẻ em tại Hoa Kỳ, Liên minh châu Âu và một số quốc gia khác.

## Lịch sử
Morris Kharasch, một nhà hóa học tại Đại học Maryland, đã nộp hồ sơ xin cấp bằng sáng chế thiomersal năm 1927. Sau đó hãng Eli Lilly and Company đã tiếp thị hợp chất này dưới tên gọi thương mại Merthiolate. Các thử nghiệm in vitro do các nhà nghiên cứu của Eli Lilly là H. M. Powell và W. A. Jamieson tiến hành đã nhận thấy nó mạnh hơn phenol 40-50 lần trong việc chống lại Staphylococcus aureus. Nó đã được sử dụng để diệt khuẩn và ngăn ngừa ô nhiễm trong các loại thuốc mỡ, kem, bình xịt sát trùng, được người tiêu dùng sử dụng cũng như trong bệnh viện, bao gồm cả bình xịt mũi, thuốc nhỏ mắt, các dung dịch tiếp xúc với thủy tinh thể, globulin miễn dịch và các vắc xin. Thiomersal cũng được sử dụng làm chất bảo quản (thuốc sát khuẩn) để làm cho các lọ vắc xin đa liều có thể được sử dụng thay vì chỉ dùng các lọ đơn liều đắt tiền hơn. Vào năm 1938, một trợ tá giám đốc nghiên cứu của Eli Lilly đã liệt kê thiomersal như là một trong năm loại thuốc quan trọng nhất mà hãng này đã từng phát triển.

## Cấu trúc
Thiomersal có đặc trưng là thủy ngân(II) với số phối trí bằng 2, nghĩa là hai phối tử được gắn vào Hg, là thiolat và nhóm etyl. Nhóm cacboxylat là không phối vị, nhưng gây ra tính tan trong nước. Giống như các hợp chất Hg(II) hai phối vị khác, hình học phối vị của Hg là tuyến tính, với góc S-Hg-C bằng 180°. Thông thường, các hợp chất thiolat thủy ngân hữu cơ được điều chế từ chloride thủy ngân hữu cơ.

## Sử dụng
Sử dụng chính của thiomersal là chất khử trùng và chất chống nấm. Trong các hệ thống cấp phối dược phẩm có thể tiêm chích đa liều, nó ngăn chặn các hiệu ứng xấu nghiêm trọng như nhiễm khuẩn Staphylococcus, chẳng hạn như trong một sự cố năm 1928 đã làm chết 12 trong số 21 trẻ em được tiêm chủng vắc xin ngừa bệnh bạch hầu không chứa chất bảo quản. Không giống như các chất bảo quản vắc xin khác được sử dụng vào thời gian đó, thiomersal không làm giảm hiệu lực của các vắc xin mà nó bảo vệ. Các chất kìm hãm vi khuẩn như thiomersal là không cần thiết trong các loại thuốc tiêm chích đơn liều đắt tiền hơn.
Tại Hoa Kỳ, Liên minh châu Âu và một số quốc gia giàu có khác, thiomersal không còn được dùng làm chất bảo quản trong các lịch trình tiêm chủng trẻ em theo thường lệ. Tại Hoa Kỳ, các ngoại lệ duy nhất trong số các vắc xin được khuyến cáo theo thường lệ cho trẻ em là một vài công thức điều chế vắc xin cúm khử hoạt tính cho trẻ em trên 2 tuổi. Một vài loại vắc xin không được khuyến cáo theo thường lệ cho trẻ nhỏ có chứa thiomersal, bao gồm DT (bạch hầu và uốn ván), Td (uốn ván và bạch hầu), và TT (biến độc tố uốn ván); các loại vắc xin khác có thể chứa thiomersal ở dạng dấu vết do các bước trong quy trình sản xuất. Ngoài ra, bốn loại sản phẩm nguồn gốc huyết tương ít sử dụng để chữa trị nọc rắn lục (Crotalinae), rắn san hô/rắn lá khô (Leptomicrurus, Micruroides, Micrurus) và nhện góa phụ đen (Latrodectus) vẫn còn chứa thiomersal. Ngoài Bắc Mỹ và châu Âu, nhiều loại vắc xin chứa thiomersal; Tổ chức Y tế Thế giới (WHO) đã kết luận rằng không có chứng cứ về độc tính của thiomersal trong các vắc xin và không có lý do trên các nền tảng an toàn để thay đổi sang sử dụng chỉ định đơn liều đắt tiền hơn. Chương trình Môi trường Liên Hợp Quốc (UNEP) rút lại đề xuất trước đó về việc bổ sung thimerosal trong các vắc xin vào danh sách các hợp chất cấm trong một hiệp ước nhằm mục đích giảm phơi nhiễm thủy ngân trên toàn thế giới. Viện dẫn sự đồng thuận y học và khoa học cho rằng thimerosal trong vắc xin không gây ra vấn đề gì về an toàn, mà việc loại bỏ chất bảo quản trong các vắc xin đa liều, được sử dụng chủ yếu ở các quốc gia đang phát triển, sẽ dẫn tới chi phí cao và yêu cầu về làm lạnh mà các quốc gia đang phát triển khó lòng đáp ứng được, quyết định cuối cùng của Liên Hợp Quốc là loại thimerosal ra khỏi hiệp ước.

## Độc tính học
Thiomersal rất độc hại khi hít thở, nuốt bằng đường miệng và khi tiếp xúc với da (biểu tượng nguy hại của EC là T+), với nguy hiểm là các hiệu ứng tích lũy. Nó cũng là rất độc hại với các thủy sinh vật và có thể gây ra các hiệu ứng nguy hại dài hạn trong các môi trường thủy sinh (biểu tượng nguy hại của EC là N). Trong cơ thể, nó bị chuyển hóa hay phân rã thành etyl thủy ngân (C2H5Hg+) và thiosalicylat.
Chỉ mới có một vài nghiên cứu về độc tính của thiomersal đối với con người được thực hiện. Một số trường hợp ngộ độc thủy ngân nghiêm trọng do phơi nhiễm ngẫu nhiên hay do tự tử có chủ định đã được thông báo, với một số ca tử vong. Các thử nghiệm trên động vật cho thấy thiomersal bị phân rã nhanh chóng thành ethyl thủy ngân sau khi tiêm; các kiểu sắp xếp của thủy ngân là tương tự như của phơi nhiễm ethyl thủy ngân chloride với cùng các liều tương đương; với các mục tiêu là hệ thần kinh trung ương và thận, và thiếu sự phối hợp vận động là dấu hiệu chung. Các dấu hiệu và triệu chứng tương tự cũng được quan sát thấy ở các vụ ngộ độc ngẫu nhiên ở người. Các cơ chế hoạt động gây độc vẫn chưa rõ. Sự bài tiết theo phân chiếm phần lớn sự loại bỏ thiomersal ra khỏi cơ thể. Ethyl thủy ngân loại ra khỏi máu với chu kỳ bán thải khoảng 18 ngày ở người trưởng thành. Ethyl thủy ngân bị loại bỏ khỏi não trong khoảng 14 ngày ở khỉ vị trưởng thành.
Đánh giá rủi ro của các tác động đối với hệ thần kinh được thực hiện bằng cách ngoại suy từ các quan hệ phản ứng trên liều đối với metyl thủy ngân. Metyl thủy ngân và etyl thủy ngân phân bố vào mọi mô trong cơ thể, vượt qua rào cản máu–não và rào cản nhau thai, và ethyl thủy ngân cũng di chuyển tự do trong khắp cơ thể. Các e ngại dựa trên ngoại suy từ methyl thủy ngân đã làm cho Hoa Kỳ bắt đầu loại bỏ thiomersal ra khỏi các vắc xin dành cho trẻ em từ năm 1999. Kể từ đó, người ta đã nhận thấy rằng ethyl thủy ngân bị loại khỏi cơ thể và não nhanh hơn đáng kể so với methyl thủy ngân, vì thế đánh giá rủi ro vào cuối thập niên 1990 có lẽ là thận trọng quá mức. Mặc dù thủy ngân vô cơ được chuyển hóa từ ethyl thủy ngân có chu kỳ bán thải trong não lâu hơn, ít nhất là 120 ngày, nhưng dường như nó là ít độc hại hơn so với thủy ngân vô cơ tạo ra từ hơi thủy ngân, vì những lý do chưa rõ.

### Dị ứng
Thiomersal được sử dụng trong thử nghiệm miếng đắp đối với những người bị viêm da, viêm màng kết, và các phản ứng dị ứng tiềm tàng khác. Nghiên cứu năm 2007 ở Na Uy nhận thấy rằng 1,9% người trưởng thành có kết quả dương tính thử nghiệm miếng đắp đối với thiomersal; sự thịnh hành cao hơn của dị ứng tiếp xúc (tới 6,6%) được quan sát thấy ở người Đức. Các cá nhân mẫn cảm thiomersal có thể tiêm chủng bằng cách tiêm trong cơ thay vì tiêm dưới da, mặc dù cho tới nay vẫn chưa có nghiên cứu nào liên quan tới vấn đề này với việc lấy mẫu nhiều hơn. Trong thực tiễn tiêm chủng thực tế của người trưởng thành, dị ứng tiếp xúc dường như không gợi ra phản ứng lâm sàng. Dị ứng thiomersal đã giảm xuống tại Đan Mạch, có lẽ là do việc loại bỏ nó ra khỏi các vắc xin sử dụng tại đây. Trong nghiên cứu gần đây về trẻ em và thanh thiếu niên Ba Lan với eczema kinh niên/hồi quy, các phản ứng dương tính với thiomersal được tìm thấy ở 11,7% trẻ em (7-8 tuổi) và 37,6% thanh thiếu niên (16–17 tuổi). Sự khác biệt này về tỷ lệ mẫn cảm có thể được giải thích bằng thay đổi các kiểu mẫu phơi nhiễm: Thanh thiếu niên đã được tiêm chủng 6 vắc xin bảo quản bằng thiomersal trong cuộc đời họ, với lần tiêm chủng cuối cùng diễn ra 2–3 năm trước nghiên cứu trên, còn trẻ em mới chỉ tiêm 4 vắc xin bảo quản bằng thiomersal, với lần tiêm cuối diễn ra 5 năm trước nghiên cứu này, trong khi các lần tiêm chủng tiếp theo được thực hiện bằng các vắc xin mới không chứa thiomersal.

### Tự kỷ
Sau xem xét lại thực phẩm và dược phẩm chứa thủy ngân bắt buộc vào năm 1999, Trung tâm Kiểm soát và Phòng ngừa Dịch bệnh (CDC) và Viện Nhi khoa Hoa Kỳ (AAP) đã yêu cầu các nhà sản xuất vắc xin loại bỏ thiomersal ra khỏi các vắc xin như là một biện pháp phòng ngừa thuần túy, và nó đã nhanh chóng bị loại bỏ ra khỏi phần lớn các vắc xin tại Hoa Kỳ và châu Âu. Nhiều ông bố bà mẹ nhìn nhận hành động loại bỏ thiomersal—trong khung cảnh tốc độ mắc chứng tự kỷ ngày càng tăng có thể cảm nhận được cũng như số lượng các vắc xin ngày càng tăng trong lịch tiêm chủng trẻ em—như là chỉ thị cho rằng chất bảo quản này là nguyên nhân gây ra chứng tự kỷ. Sự đồng thuân khoa học cho rằng không có chứng cứ khoa học nào hỗ trợ cho các tuyên bố trên, bao gồm cả quan sát cho thấy tốc độ mắc chứng tự kỷ vẫn tiếp tục gia tăng mặc cho sự loại bỏ thiomersal ra khỏi các vắc xin được chỉ định thường lệ cho trẻ em. Các tổ chức khoa học và y học lớn như Viện Y học Hoa Kỳ (IOM) và Tổ chức Y tế Thế giới (WHO) cũng như các cơ quan chính phủ như Cục quản lý Thực phẩm và Dược phẩm Hoa Kỳ (FDA) và CDC bác bỏ bất kỳ vai trò nào của thiomersal trong chứng tự kỷ hay các rối loạn phát triển thần kinh khác. Tranh cãi này đã gây ra thiệt hại do các ông bố bà mẹ cố gắng chữa trị những đứa con mắc chứng tự kỷ của họ bằng các liệu pháp chưa được chứng minh và có thể gây nguy hiểm, ngăn cản các ông bố bà mẹ đưa con cái đi tiêm chủng do e sợ về độc tính của thiomersal và làm chệch hướng các nguồn lực ra khỏi các nghiên cứu đầy triển vọng trong việc tìm ra nguyên nhân của chứng tự kỷ. Hàng nghìn vụ kiện tụng đã được đưa ra tòa Liên bang Hoa Kỳ để tìm kiếm các tổn hại do độc tính bị quy cho là từ các vắc xin, bao gồm cả những vụ mà thiomersal bị nghi là nguyên nhân gây ra.